# Schistes de Barnett
Pour les articles homonymes, voir Barnett.

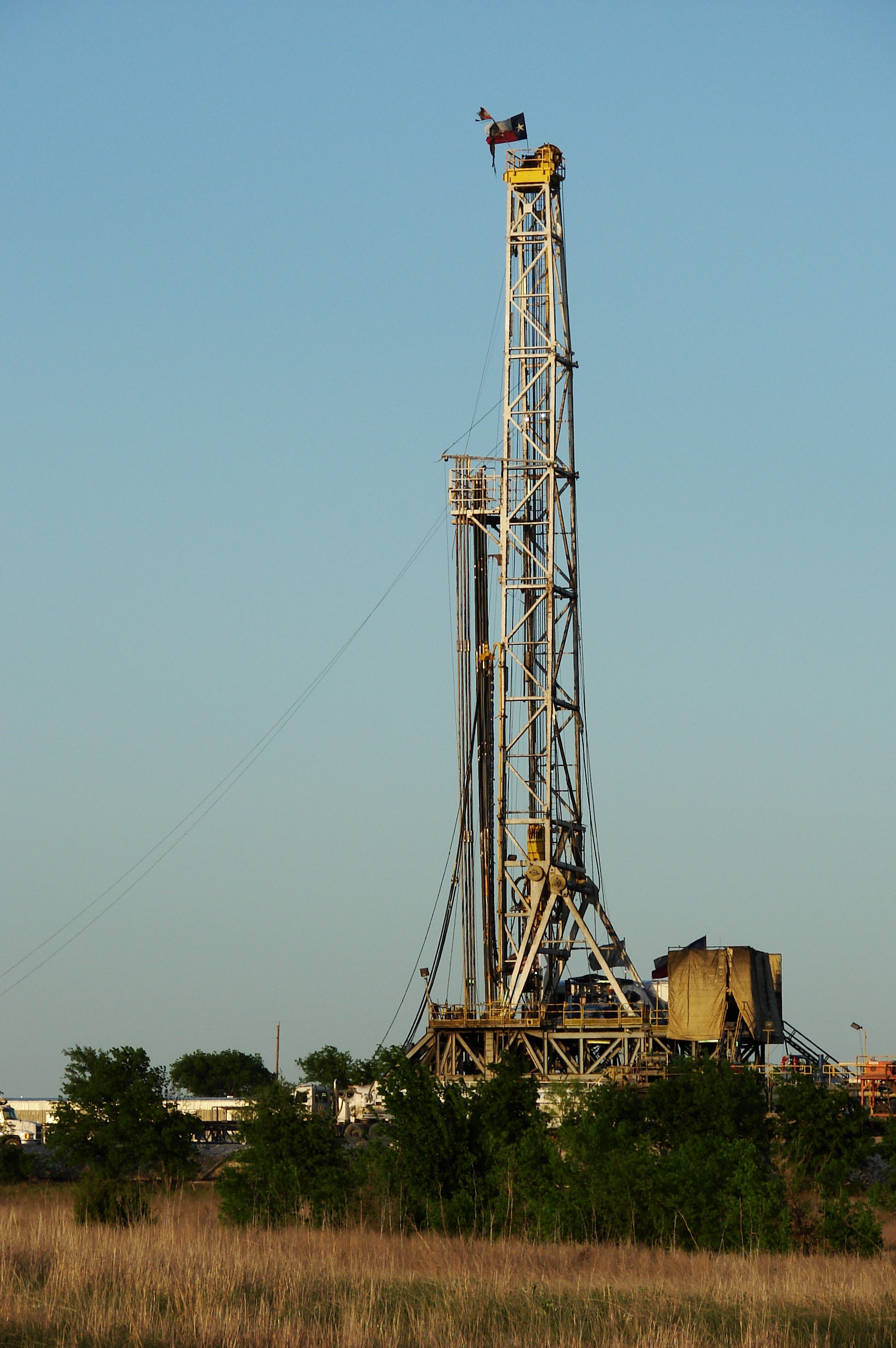
Appareils de forage mobile, de gaz de schiste de Barnett. Près d'Alvarado, au Texas, juste à côté de la route nationale 67. (2008)

Les schistes de Barnett (ou Barnett Shale pour les anglophones) sont une formation géologique située dans le nord du Texas, dans le bassin Bend Arch-Fort Worth.
Elle est constituée de roches sédimentaires du Mississippien, des argilites datées de 354 à 323 millions d'années, qui s'étendent sous la région de la ville de Fort Worth et sur environ 13 000 km2 et au moins 17 comtés.
Le géologue et paléontologue américain Wilbert Henry Hass (1906-1959) a travaillé sur l'étude des conodontes de la formation des schistes de Barnett en 1952.

## Ressources de gaz de schiste prouvées et potentielles
Certains experts ont suggéré que le Barnett Shale pourrait détenir, sous forme d'hydrocarbures non conventionnels l'une des  plus grandes réserves exploitables de gaz de schiste des États-Unis.
Le champ prouvé est d'environ 71 km3 mais il pourrait peut-être atteindre 850 km3, mais ce gaz est piégé dans la matrice rocheuse d'où il est difficile à extraire. Il faut avoir recours aux techniques de forage horizontal et de forage dirigé, associées à la fracturation hydraulique et à la stimulation régulière de puits qui s'épuisent très vite et qu'il faut périodiquement déplacer, avec des impacts avérés ou suspectés qui ont généré une inquiétude voire une opposition croissante en raison d'enjeux environnementaux, sanitaires et paysagers. Une partie des schistes de ce bassin contiennent aussi des produits indésirables dont mercure et radionucléides. Ils sont même parfois considérés comme « hautement radioactifs ». Ils peuvent polluer les eaux de surface et l’environnement, via les réservoirs d'eau usées et les bassins de boues de forage.
Une faible quantité de pétrole y a aussi été trouvé, également difficile à extraire, et pour les mêmes raisons. Il est présent cependant en quantité suffisante pour être rentable au regard des récentes augmentations du prix du pétrole et s'il y avait une remontée des prix du gaz naturel qui ont diminué aux États-Unis, rendant ce type d'exploitation moins rentable.

## Limites et problèmes
- Le développement de l'exploitation du gisement a été extrêmement rapide[5], avant même que des études d'impacts approfondies aient pu être faites.
- Malgré les déports permis par les forages dirigés, le développement futur du champ gazier sera en partie limité par la présence de vastes zones urbanisées et fortement périurbanisées (dont la vaste métropole « Dallas/Fort Worth Metroplex »)[6].

## Gouvernance des ressources
Dans cet État où le lobby pétrolier est traditionnellement très présent et très écouté et où selon l'American Association of Petroleum Geologists en 2015 l'industrie pétrolière devrait avoir, selon elle, créé directement ou indirectement environ 108 000 emplois, l'attitude des élus varie selon les collectivités concernées.
Dans les années 2000-2010, certaines collectivités ont cherché des moyens de forer des puits sur les terrains publics existants (parcs par exemple) sans perturber les autres activités afin d'obtenir des redevances sur le gaz ou le pétrole trouvés.
D'autres cherchent plutôt à obtenir des réparations ou compensations financières de la part des entreprises de forage pour les atteintes au paysage et surtout pour les dommages causés aux routes par les milliers de camions lourds et véhicules  (la plupart des forages sont situés loin des habitations en milieu rural, où les routes n'ont pas été conçues pour les engins de chantiers, camions et autres engins lourds).
En outre, les explorations et opérations de forage  ont généré d'importantes controverses à propos des dommages à l'environnement ou pour la santé, via la contamination des sources d'eau souterraine par des puits non étanches.